# Manuel Fernandes
Manuel Henrique Tavares Fernandes (* 5. Februar 1986 in Lissabon), genannt Manuel Fernandes, ist ein portugiesischer Fußballspieler mit kapverdischen Wurzeln, der im defensiven Mittelfeld spielt.

## Karriere

### Verein
Fernandes wuchs in der Lissaboner Vorstadt Amadora auf, wo er regelmäßig mit seinem Freund Nani Straßenfußball spielte. 2002 wurde er ins Jugendteam von Benfica Lissabon aufgenommen. Sein Debüt bei Benfica machte er 2003/04 in der portugiesischen Primeira Liga. Er beeindruckte mit seinen guten Leistungen im defensiven Mittelfeld schnell den damaligen Trainer, José Antonio Camacho, und die Fans. Mit seinem Tor gegen Gil Vicente machte er sich zum zweitjüngsten Torschütze für Benfica aller Zeiten. Stammspieler – oft an der Seite von Petit – wurde er in der Saison 2004/05. Unter der Leitung von Giovanni Trapattoni half er dem Team nach einer Durststrecke von 11 Jahren 2005 erstmals wieder den Titel zu holen. Fernandes verpasste während dieser Saison nur fünf Ligaspiele und brachte es auf sieben Europapokaleinsätze, wo Benfica in der Zwischenrunde des UEFA-Cups scheiterte.
Während der Saison 2005/06 musste er sich aufgrund eines Leistenbruchs einer Operation unterziehen. In dieser Saison spielte er mit Benfica in der Champions League, wo er ein Tor gegen den FC Villarreal erzielen konnte. Im Viertelfinale war gegen den späteren Sieger FC Barcelona Endstation und in der Liga wurde er mit Benfica Vizemeister.
Im Sommer 2006 platzte ein Wechsel zum FC Portsmouth, da er aufgrund seiner Leistenprobleme durch den Medizincheck fiel. So einigten sich die beiden Klubs zunächst auf ein Leihgeschäft für ein halbes Jahr. Fernandes traf gleich in seinem ersten Spiel für seinen neuen Klub im Ligapokal gegen Mansfield Town. Später kam er dann aber nur noch zu sporadischen Einsätzen, da er an Sean Davis und Pedro Mendes nicht vorbeikam. Später enthüllte Harry Redknapp, der damalige Trainer, dass Portsmouth aufgrund einer Klausel im Vertrag den Spieler bei mehr als 12 Einsätzen für 18 Millionen Euro fest hätte verpflichten müssen. Da man das nicht wollte, wurde das Leihgeschäft im Winter 2007 beendet.
Fernandes wurde sofort wieder ausgeliehen diesmal an den FC Everton, außerdem unterschrieb er einen längeren Vertrag bei Benfica. Sein erstes Spiel im Goodison Park bestritt er gegen die Blackburn Rovers. Insgesamt traf er in 9 Spielen zwei Mal, unter anderem gegen Manchester United.
Anschließend kehrte er wieder zu Benfica zurück, da Everton nur 9 Millionen Euro statt der geforderten 18 bezahlen wollte. Es kam dann zu Rechtsschwierigkeiten beim Transfer nach Everton, eigentlich war der Deal schon fix. Everton sicherte sich die Hälfte der Rechte an Fernandes und Benfica die andere. Die Premier League ließ diesen Deal allerdings nicht zu, da Everton den Spieler nicht vollständig besitzen würde. Everton war sauer, da andere Spieler wie Carlos Tévez oder Javier Mascherano unter diesen Umständen wechseln durften. So wechselte er letztlich für 18 Millionen Euro zum FC Valencia und erhielt dort einen Vertrag bis 2013.
Sein Debüt gab er als Einwechselspieler im Spiel gegen UD Almería, insgesamt bestritt er 7 Ligaspiele für Valencia in dieser Saison. Im Januar 2008 ging Fernandes wieder einmal leihweise zum FC Everton, der auch eine Kaufoption hatte, diese aber nicht zog. Zur Saison 2008/09 erklärte Valencias neuer Trainer Unai Emery, dass er Fernandes in seine Pläne einbeziehe. Sein erstes Tor für Valencia machte er am 5. Oktober gegen Real Valladolid. In dieser Saison wurde Fernandes regelmäßig eingesetzt und absolvierte insgesamt 27 Ligaspiele, davon 20 von Anfang an. In der darauffolgenden Saison bestritt er nur sechs Ligaspiele über die volle Spielzeit. In der Wintertransferzeit der Saison 2010/2011 wurde er mit Kaufoption bis zum Ende der Saison an den türkischen Verein Beşiktaş Istanbul ausgeliehen. Besiktas nahm die Kaufoption in Anspruch und verpflichtete den Mittelfeldspieler. Zum Sommer 2014 verließ er die Istanbuler und schloss sich Lokomotive Moskau an. In Moskau verbrachte er fünf Jahre, bevor er ligaintern zum FK Krasnodar wechselte. Ein Jahr später nahm Kayserispor den Portugiesen unter Vertrag. Im Februar 2022 schloss er sich Apollon Smyrnis an.

### Nationalmannschaft
Im Juni 2007 nahm er mit Portugals U-21 an der U21-EM-2007 teil, wo er alle Spiele bestritt. Auch an der U-21-EM-2006 und der Quali zur U-21-EM-2009 nahm er teil.
Sein Debüt für die A-Nationalmannschaft hatte er 2004 gegen die irische Fußballnationalmannschaft. Sein erstes internationales Tor erzielte er in einem Freundschaftsspiel gegen Kanada.

## Sonstiges
Er ist der Cousin von Gelson Fernandes, der seine Karriere bereits beendet hat und zuletzt bei Eintracht Frankfurt spielte.
Im Januar 2008 wurde Fernandes verhaftet, nachdem er in eine Schlägerei mit der Polizei verwickelt war.

## Erfolge
Benfica Lissabon
- Portugiesische Meisterschaft: 2005
- Portugiesischer Pokal: 2004
- Portugiesischer Superpokal: 2005

FC Valencia
- Spanischer Pokal: 2008

Beşiktaş Istanbul
- Türkischer Pokal: 2011

Lokomotive Moskau
- Russischer Meister: 2018